# Finale della UEFA Champions League 2003-2004
La finale della 49ª edizione di UEFA Champions League è stata disputata il 26 maggio 2004 all'Arena Auf Schalke di Gelsenkirchen tra Monaco e Porto. All'incontro hanno assistito 53 053 spettatori. La partita, arbitrata dal danese Kim Milton Nielsen, ha visto la vittoria per 3-0 del club lusitano.

## Le squadre
| Squadre | Partecipazioni precedenti (il grassetto indica la vittoria) |
| ------- | ----------------------------------------------------------- |
| Monaco  | Nessuna                                                     |
| Porto   | 1 (1987)                                                    |

## Il cammino verso la finale
Il Porto di José Mourinho è inserito nel gruppo F insieme agli spagnoli del Real Madrid, ai francesi dell'Olympique Marsiglia e ai serbomontenegrini del Partizan, superando il turno come secondo classificato, totalizzando 11 punti, alle spalle dei Blancos. Agli ottavi di finale il Porto affronta gli inglesi del Manchester Utd, vincendo l'andata al do Dragão per 2-1 e pareggiando 1-1 all'Old Trafford con un gol allo scadere di Costinha. Ai quarti i francesi dell'Olympique Lione perdono con un risultato aggregato di 4-2. In semifinale i portoghesi affrontano il Deportivo La Coruña, che ha già eliminato Juventus e Milan. Dopo la partita d'andata a Porto terminata a reti inviolate, al Riazor di La Coruña il Porto si impone 1-0 con un gol su rigore di Derlei.
Il Monaco di Didier Deschamps è inserito nel gruppo C insieme agli spagnoli del Deportivo La Coruña, ai greci dell'AEK Atene e agli olandesi del PSV, superando il turno come primo classificato totalizzando 11 punti. Alla 4ª giornata, con la vittoria per 8-3 sul Deportivo, il Monaco registra la vittoria con più gol nella storia della fase a gironi della Champions League. Agli ottavi i vicecampioni di Francia affrontano i russi della Lokomotiv Mosca, perdendo la gara d'andata 2-1 e vincendo il ritorno 1-0, qualificandosi così al turno successivo grazie alla regola dei gol fuori casa. Ai quarti di finale i monegaschi pescano il temibile Real Madrid. L'andata al Bernabéu si conclude con il risultato di 4-2 per le Merengues, ma allo Stade Louis II la situazione si ribalta e il Monaco vince 3-1 con una doppietta di Ludovic Giuly e il gol dell'ex di Fernando Morientes; con un risultato aggregato di 5-5 il Monaco passa ancora una volta grazie ai gol fuori casa. In semifinale gli inglesi del Chelsea vengono sconfitti 3-1 in casa e allo Stamford Bridge il Monaco, pareggiando 2-2, può festeggiare la prima storica qualificazione in finale di Champions League.

## La partita
La partita è inedita nei quasi 50 anni di storia della manifestazione e vede di fronte il Porto, campione della passata edizione della Coppa UEFA, e il Monaco, squadra più prolifica con 27 gol realizzati. L'inizio è di marca monegasca con Giuly appostato alle spalle di Morientes, che serve l'attaccante spagnolo nelle sue incursioni per vie centrali. La difesa dei campioni di Portogallo regge bene e Ricardo Carvalho è particolarmente in serata. Il Porto comincia a macinare gioco e, complice anche la scarsa prestazione delle ali francesi e l'infortunio di Giuly, passa in vantaggio al 39' con Carlos Alberto abile a sfruttare un rimpallo fortunoso in area.
Nella ripresa il Monaco alza ritmo e baricentro del gioco. Dall'altra parte Mourinho fa abbassare il ritmo ai suoi, che attendono gli avversari e ripartono in contropiede. Proprio con questa manovra arriva il gol del due a zero, firmato da Deco. Il Monaco si butta scriteriatamente in attacco e quattro minuti dopo, con un'azione fotocopia, il Porto chiude la partita col 3-0 di Dmitrij Aleničev. Il Porto torna a vincere il massimo trofeo continentale dopo 17 anni dall'ultima volta ed eguaglia il record di vittorie del Benfica per quanto riguarda le compagini portoghesi.

## Tabellino
| Arbitro: | Kim Milton Nielsen |

|  |           |                                          |
|  | Marcatori | 39’ Carlos Alberto 71’ Deco 75’ Aleničev |

|  | AS Monaco | Porto |

| Monaco (4-3-3)   |    |                     |  |     |
|                  |    |                     |  |     |
| POR              | 30 | Flavio Roma         |  |     |
| TD               | 4  | Hugo Ibarra         |  |     |
| DC               | 27 | Julien Rodriguez    |  |     |
| DC               | 32 | Gaël Givet          |  | 72’ |
| TS               | 3  | Patrice Evra        |  |     |
| CC               | 14 | Édouard Cissé       |  | 64’ |
| CC               | 7  | Lucas Bernardi      |  |     |
| CC               | 15 | Akīs Zīkos          |  |     |
| AD               | 8  | Ludovic Giuly (C)   |  | 23’ |
| ATT              | 25 | Jérôme Rothen       |  |     |
| AS               | 10 | Fernando Morientes  |  |     |
| A disposizione:  |    |                     |  |     |
| POR              | 29 | Tony Sylva          |  |     |
| DIF              | 19 | Sébastien Squillaci |  | 64’ |
| CC               | 6  | Jaroslav Plašil     |  |     |
| CC               | 35 | Hassan El Fakiri    |  |     |
| ATT              | 18 | Shabani Nonda       |  | 72’ |
| ATT              | 9  | Dado Pršo           |  | 23’ |
| ATT              | 24 | Emmanuel Adebayor   |  |     |
| Allenatore:      |    |                     |  |     |
| Didier Deschamps |    |                     |  |     |

| Porto (4-3-1-2) |    |                     |     |     |
|                 |    |                     |     |     |
| POR             | 99 | Vítor Baía          |     |     |
| TD              | 22 | Paulo Ferreira      |     |     |
| DC              | 2  | Jorge Costa (C)     | 77’ |     |
| DC              | 4  | Ricardo Carvalho    |     |     |
| TS              | 8  | Nuno Valente        | 29’ |     |
| CC              | 23 | Pedro Mendes        |     |     |
| CC              | 6  | Costinha            |     |     |
| CC              | 18 | Maniche             |     |     |
| TRQ             | 10 | Deco                |     | 85’ |
| ATT             | 11 | Derlei              |     | 78’ |
| ATT             | 19 | Carlos Alberto      | 40’ | 60’ |
| A disposizione: |    |                     |     |     |
| POR             | 1  | Nuno Espírito Santo |     |     |
| DIF             | 5  | Ricardo Costa       |     |     |
| DIF             | 17 | José Bosingwa       |     |     |
| CC              | 3  | Pedro Emanuel       |     | 85’ |
| CC              | 15 | Dmitrij Aleničev    |     | 60’ |
| ATT             | 9  | Edgaras Jankauskas  |     |     |
| ATT             | 77 | Benni McCarthy      |     | 78’ |
| Allenatore:     |    |                     |     |     |
| José Mourinho   |    |                     |     |     |